# Liga ARC 2017
La temporada 2017 de la Liga ARC es la duodécima edición desde que se iniciara la competición de traineras organizada por la Asociación de Remo del Cantábrico en 2006. Se compone de dos grupos de 12 y 18 equipos respectivamente. La temporada regular comenzó el 18 de junio en Santurce (Vizcaya) y terminó el 26 de agosto en Colindres (Cantabria). Posteriormente, se disputaron los play-off para el ascenso a la Liga ACT y entre los dos grupos de la Liga ARC.

## Sistema de competición
La Liga ARC está dividida en 2 grupos cada uno de los cuales disputa un calendario de regatas propio. Al finalizar la liga regular y para decidir los ascensos y descensos entre la Liga ACT y los 2 grupos de la Liga ARC se disputan sendos play-off:
- Play-off de ascenso a Liga ACT: se disputa 1 plaza en la Liga ACT entre el penúltimo clasificado de dicha competición, ya que el último desciende directamente, los 2 primeros del Grupo 1 y los 2 primeros de la Liga LNT.
- Play-off entre grupos ARC: el campeón del Grupo 2 asciende directamente al Grupo 1, el último clasificado del Grupo 1 desciende directamente y la última plaza del Grupo 1 se disputa entre el penúltimo clasificado del Grupo 1 y el segundo y tercero del Grupo 2.

## Calendario
Las siguientes regatas están programadas para tener lugar en 2017.

### Grupo 1
| Orden | Regata                                                                                         | Fecha        | Provincia |
| ----- | ---------------------------------------------------------------------------------------------- | ------------ | --------- |
| 1     | XXXVIII Bandera Ilustre Ayuntamiento de Santurce-Gran Premio Mahala                            | 18 de junio  | Vizcaya   |
| 2     | XXXVI Bandera Noble Villa de Portugalete Centenario                                            | 24 de junio  | Vizcaya   |
| 3     | VIII Bandera de Guetaria(2ª jornada)                                                           | 25 de junio  | Guipúzcoa |
| 4     | XXXII Bandera de Zumaya                                                                        | 2 de julio   | Guipúzcoa |
| 5     | X Bandera Donostiarra-Kaiarriba                                                                | 8 de julio   | Guipúzcoa |
| 6     | I Bandera Camping Aritzaleku                                                                   | 9 de julio   | Navarra   |
| 7     | X Bandera Fiesta del Besugo                                                                    | 15 de julio  | Guipúzcoa |
| 8     | XII Bandera Marina de Cudeyo-Gran Premio Dynasol                                               | 22 de julio  | Cantabria |
| 9     | Bandera Año Jubilar Lebaniego (cómputo 2 jornadas)                                             | 23 de julio  | Cantabria |
| 10    | XXXII Bandera El Correo-Gran Premio BBK                                                        | 30 de julio  | Vizcaya   |
| 11    | XXIX Bandera de Plencia (1ª jornada)                                                           | 5 de agosto  | Vizcaya   |
| 12    | XXIX Bandera de Plencia (2ª jornada)                                                           | 6 de agosto  | Vizcaya   |
| 13    | XI Bandera de la Cofradía de Pescadores de Fuenterrabía- XXII Regata Promoción de Fuenterrabía | 13 de agosto | Guipúzcoa |
| 14    | VIII Bandera de Zarautz                                                                        | 19 de agosto | Guipúzcoa |
| 15    | XL Villa de Bilbao                                                                             | 20 de agosto | Vizcaya   |

### Grupo 2
| Orden | Regata                                                   | Fecha        | Provincia |
| ----- | -------------------------------------------------------- | ------------ | --------- |
| 1     | XXX Bandera de Erandio                                   | 18 de junio  | Vizcaya   |
| 2     | XXV Bandera de San Juan de Luz                           | 24 de junio  | Francia   |
| 3     | XXXVI Bandera Noble Villa de Portugalete Centenario ARC2 | 25 de junio  | Vizcaya   |
| 4     | VII Bandera de Zumaya ARC2                               | 1 de julio   | Guipúzcoa |
| 5     | XXX Bandera de Elantxobe                                 | 2 de julio   | Vizcaya   |
| 6     | VIII Bandera Kaiarriba-Amenabar                          | 8 de julio   | Guipúzcoa |
| 7     | XXV Bandera Ayuntamiento de Camargo                      | 9 de julio   | Cantabria |
| 8     | III Bandera de Iberia-Sestao                             | 15 de julio  | Vizcaya   |
| 9     | V Bandera Ciudad de Rentería                             | 22 de julio  | Guipúzcoa |
| 10    | I Bandera de Motrico-Yurrita Group                       | 23 de julio  | Guipúzcoa |
| 11    | XIV Bandera del Puerto Viejo de Algorta                  | 29 de julio  | Vizcaya   |
| 12    | XXXIII Bandera de Pasajes                                | 5 de agosto  | Guipúzcoa |
| 13    | XX Bandera de la Cofradía de Pescadores San Pedro        | 6 de agosto  | Guipúzcoa |
| 14    | XIX Bandera de Mundaca                                   | 12 de agosto | Vizcaya   |
| 15    | XLV Bandera Ciudad de Castro-XI Mem. Avelino Ibáñez      | 13 de agosto | Cantabria |
| 16    | XLVII Bandera de Santoña-Memorial Fernando Palacio       | 15 de agosto | Cantabria |
| 17    | Bandera Excmo. Ayuntamiento de Laredo                    | 19 de agosto | Cantabria |
| 18    | I Bandera Escuela de Remo                                | 20 de agosto | Vizcaya   |
| 19    | XXIV Bandera Ría del Asón                                | 26 de agosto | Cantabria |

### Play-off de ascenso a Liga ACT
| Orden | Regata      | Fecha            | Provincia |
| ----- | ----------- | ---------------- | --------- |
| 1     | Bermeo      | 16 de septiembre | Vizcaya   |
| 2     | Portugalete | 17 de septiembre | Vizcaya   |

### Play-off entre grupos
| Orden | Regata          | Fecha           | Provincia |
| ----- | --------------- | --------------- | --------- |
| 1     | Prueba "En mar" | 2 de septiembre | Guipúzcoa |
| 2     | Prueba "En ría" | 3 de septiembre | Vizcaya   |

## Traineras participantes

### Grupo 1
| Equipo                  | Nombre de la Trainera | Localidad     | Provincia |
| ----------------------- | --------------------- | ------------- | --------- |
| Arkote-Helvetia         | Plentzitarra          | Plencia       | Vizcaya   |
| Deusto-Bilbao           | Tomatera              | Bilbao        | Vizcaya   |
| Donostiarra             | Torrekua              | San Sebastián | Guipúzcoa |
| Getaria                 | Esperantza            | Guetaria      | Guipúzcoa |
| Hondarribia             | Ama Guadalupekoa      | Fuenterrabía  | Guipúzcoa |
| Lekittarra-Elecnor-BM   | Lekittarra            | Lequeitio     | Vizcaya   |
| Orio-Babyauto           | Txiki                 | Orio          | Guipúzcoa |
| Pedreña                 | Seve Ballesteros      | Pedreña       | Cantabria |
| Portugalete-Mendeurrena | Jarrillera            | Portugalete   | Vizcaya   |
| Santurtzi-Iberdrola     | Sotera                | Santurce      | Vizcaya   |
| Zarautz-Navascal        | Enbata                | Zarauz        | Guipúzcoa |
| Zumaia                  | Telmo Deun            | Zumaya        | Guipúzcoa |

### Grupo 2
| Equipo              | Nombre de la Trainera | Localidad            | Provincia |
| ------------------- | --------------------- | -------------------- | --------- |
| Bermeo-Mundaka Avia | Mundakarra            | Mundaca              | Vizcaya   |
| Camargo             | Virgen del Carmen     | Camargo              | Cantabria |
| Castreña            | La Marinera           | Castro-Urdiales      | Cantabria |
| Colindres           | San Ginés             | Colindres            | Cantabria |
| Donostiarra "B"     | Torrekua              | San Sebastián        | Guipúzcoa |
| Elantxobe-Idar      | Artarri               | Elanchove            | Vizcaya   |
| Getxo               | Goizeko Izarra        | Guecho               | Vizcaya   |
| Hibaika-Bit&Mina    | Madalen               | Rentería             | Guipúzcoa |
| Iberia              | Hojalatera            | Sestao               | Vizcaya   |
| Kaiku Producha      | Bizkaitarra           | Sestao               | Vizcaya   |
| Lapurdi             | Xubero                | San Juan de Luz      | Francia   |
| Laredo              | La Pejinuca           | Laredo               | Cantabria |
| Lutxana             | Erandiotarra          | Erandio              | Vizcaya   |
| Motrico             | Motrico               | Motrico              | Guipúzcoa |
| Portu-Deusto        | Tomatera              | Bilbao               | Vizcaya   |
| San Juan-Sumelec    | San Juan              | Pasajes de San Juan  | Guipúzcoa |
| Sanpedrotarra       | Libia                 | Pasajes de San Pedro | Guipúzcoa |
| Santoña             | Virgen del Puerto     | Santoña              | Cantabria |

### Equipos por provincia
| Provincia | Grupo | N. | Equipos                                                                                             |
| --------- | ----- | -- | --------------------------------------------------------------------------------------------------- |
| Vizcaya   | 1     | 5  | Arkote-Helvetia, Deusto-Bilbao, Lekittarra-Elecnor-BM, Portugalete-Mendeurrena, Santurtzi-Iberdrola |
| Vizcaya   | 2     | 7  | Bermeo-Mundaka Avia, Elantxobe-Idar, Getxo, Iberia, Kaiku Producha, Lutxana, Portu-Deusto           |
| Vizcaya   | TOTAL | 12 | |
| Guipúzcoa | 1     | 6  | Donostiarra, Hondarribia, Orio-Babyauto, Getaria, Zarautz-Navascal, Zumaia                          |
| Guipúzcoa | 2     | 5  | Donostiarra "B", Hibaika-Bit&Mina, Motrico, San Juan-Sumelec, Sanpedrotarra                         |
| Guipúzcoa | TOTAL | 11 | |
| Cantabria | 1     | 1  | Pedreña,                                                                                            |
| Cantabria | 2     | 5  | Camargo, Castreña, Colindres, Laredo, Santoña                                                       |
| Cantabria | TOTAL | 6  | |
| Francia   | 1     | -  | -                                                                                                   |
| Francia   | 2     | 1  | Lapurdi                                                                                             |
| Francia   | TOTAL | 1  | |

### Ascensos y descensos
| Pos.  | Descendidos de Liga ACT       |
| ----- | ----------------------------- |
| Prom. | Portugalete-Mendeurrena (11º) |
| 12.º  | Zumaia                        |

| Pos.  | Ascendidos de Grupo 2 |
| ----- | --------------------- |
| Prom. | Arkote-Helvetia (2º)  |

| Pos. | Club ascendido de Grupo 2 no inscrito |
| ---- | ------------------------------------- |
| 1.º  | Oiartzun                              |

El equipo Oiartzun consiguió plaza en el Grupo 1 al quedar campeón del Grupo 2 en la temporada 2016 pero no inscribió la trainera en la presente temporada.
| Pos.  | Descendidos de Grupo 1 |
| ----- | ---------------------- |
| Prom. | Sanpedrotarra (11º)    |
| 12.º  | Castreña               |

| Pos. | Clubes de Grupo 2 no inscritos |
| ---- | ------------------------------ |
| 8.º  | Zumaia "B"                     |

| Pos. | Nueva inscripción |
| ---- | ----------------- |
| -    | Lapurdi           |
| -    | Laredo            |
| -    | Mutriku           |
| -    | Portu-Deusto      |
| -    | San Juan-Sumelec  |

     Ascenso directo.

     Ascenso después de play-off.

     Descenso directo ordinario.

     Descenso después de play-off.

     Descenso administrativo o desaparición.

     Nueva inscripción.

## Clasificación
A continuación se recoge la clasificación en cada una de las regatas disputadas en cada grupo.

### Grupo 1
Los puntos se reparten entre los doce participantes en cada regata.
| Posición | 1.º | 2.º | 3.º | 4.º | 5.º | 6.º | 7.º | 8.º | 9.º | 10.º | 11.º | 12.º |
| Puntos   | 12  | 11  | 10  | 9   | 8   | 7   | 6   | 5   | 4   | 3    | 2    | 1    |

| Pos. | Club                    | Trainera         | 1 SCE | 2 POR | 3 GUE | 4 ZUM | 5 DON | 6 ARI | 7 BES | 8 CUD | 9 LEB | 10 COR | 11 PL1 | 12 PL2 | 13 PRO | 14 ZAR | 15 BIL | Puntos |
| ---- | ----------------------- | ---------------- | ----- | ----- | ----- | ----- | ----- | ----- | ----- | ----- | ----- | ------ | ------ | ------ | ------ | ------ | ------ | ------ |
| 1    | Donostiarra             | Torrekua         | 2     | 1     | 1     | 1     | 1     | 1     | 2     | 1     | 1     | 1      | 1      | 1      | 1      | 1      | 1      | 178    |
| 2    | Santurtzi-Iberdrola     | Sotera           | 1     | 2     | 3     | 2     | 4     | 2     | 1     | 2     | 2     | 2      | 2      | 4      | 7      | 5      | 2      | 154    |
| 3    | Lekittarra-Elecnor-BM   | Lekittarra       | 4     | 4     | 2     | 8     | 3     | 5     | 6     | 4     | 7     | 3      | 3      | 5      | 2      | 3      | 8      | 128    |
| 4    | Zumaia                  | Telmo Deun       | 6     | 3     | 5     | 5     | 6     | 4     | 3     | 6     | 4     | 7      | 6      | 2      | 5      | 8      | 3      | 122    |
| 5    | Getaria                 | Esperantza       | 9     | 5     | 8     | 6     | 2     | 6     | 7     | 3     | 3     | 4      | 5      | 3      | 6      | 2      | 5      | 121    |
| 6    | Deusto-Bilbao           | Tomatera         | 5     | 8     | 4     | 3     | 7     | 3     | 5     | 7     | 5     | 5      | 4      | 9      | 4      | 6      | 6      | 114    |
| 7    | Zarautz-Navascal        | Enbata           | 3     | 7     | 6     | 4     | 5     | 9     | 4     | 8     | 8     | 6      | 8      | 8      | 3      | 7      | 4      | 105    |
| 8    | Pedreña                 | Seve Ballesteros | 8     | 6     | 11    | 7     | 11    | 8     | 10    | 5     | 6     | 8      | 10     | 7      | 9      | 10     | 10     | 69     |
| 9    | Arkote-Helvetia         | Plentzitarra     | 11    | 9     | 10    | 9     | 10    | 7     | 9     | 10    | 9     | 9      | 11     | 6      | 10     | 9      | 7      | 59     |
| 10   | Orio-Babyauto           | Txiki            | 7     | 12    | 7     | 11    | 8     | 11    | 11    | 9     | 10    | 11     | 9      | 11     | 8      | 4      | 11     | 49     |
| 11   | Portugalete-Mendeurrena | Jarrillera       | 10    | 10    | 9     | 10    | 9     | 10    | 8     | 11    | 11    | 10     | 7      | 10     | 11     | 11     | 9      | 49     |
| 12   | Hondarribia             | Ama Guadalupekoa | 12    | 11    | 12    | 12    | 12    | 12    | 12    | 12    | 12    | 12     | 12     | 12     | 12     | 12     | 12     | 16     |

| Color  | Resultado |
| ------ | --------- |
| Oro    | Ganador   |
| Plata  | Segundo   |
| Bronce | Tercero   |
| Verde  | Puntuó    |

### Grupo 2
De acuerdo con el normativa de la competición, al estar conformado por 18 participantes, al menos 2 equipos no participan en cada regata. Los puntos se reparten entre los participantes en cada regata. 
| Posición | 1.º | 2.º | 3.º | 4.º | 5.º | 6.º | 7.º | 8.º | 9.º | 10.º | 11.º | 12.º | 13.º | 14.º | 15.º | 16.º |
| Puntos   | 16  | 15  | 14  | 13  | 12  | 11  | 10  | 9   | 8   | 7    | 6    | 5    | 4    | 3    | 2    | 1    |

| Pos. | Club                | Trainera          | 1 ERA | 2 LUZ | 3 POR | 4 ZUM | 5 ELA | 6 KAI | 7 CAM | 8 IBE | 9 REN | 10 MOT | 11 ALG | 12 PAS | 13 PED | 14 MUN | 15 CAS | 16 SÑA | 17 LAR | 18 ESC | 19 ASO | Puntos |
| ---- | ------------------- | ----------------- | ----- | ----- | ----- | ----- | ----- | ----- | ----- | ----- | ----- | ------ | ------ | ------ | ------ | ------ | ------ | ------ | ------ | ------ | ------ | ------ |
| 1    | Lapurdi             | Xubero            | DNP   | 1     | DNP   | 1     | 3     | 4     | 1     | DNP   | 1     | 1      | 1      | 3      | 1      | 1      | 2      | 1      | 1      | 1      | 1      | 248    |
| 2    | San Juan-Sumelec    | San Juan          | 1     | 2     | 1     | 2     | 1     | 3     | 2     | DNP   | 3     | 3      | DNP    | 1      | 2      | DNP    | 1      | 3      | 2      | 3      | 3      | 239    |
| 3    | Hibaika-Bit&Mina    | Madalen           | 3     | 3     | 3     | 4     | 2     | 11    | 3     | 1     | 2     | 2      | DNP    | 2      | 3      | DNP    | 3      | DNP    | 3      | 2      | 2      | 223    |
| 4    | Donostiarra "B"     | Torrekua          | 2     | 6     | DNP   | 5     | DNP   | 6     | 4     | 2     | 4     | 9      | 2      | 4      | 4      | 2      | 4      | 2      | 4      | DNP    | 7      | 205    |
| 5    | Camargo             | Virgen del Carmen | 8     | 5     | 2     | DNP   | 4     | 8     | 5     | DNP   | 5     | 8      | 5      | 6      | DNP    | 3      | 5      | 10     | 6      | 5      | 8      | 179    |
| 6    | Santoña             | Virgen del Puerto | 12    | 12    | 4     | 3     | 5     | 10    | 7     | 3     | DNP   | 4      | DNP    | 5      | DNP    | 4      | 9      | 5      | 5      | 4      | 6      | 174    |
| 7    | Elantxobe-Idar      | Artarri           | 9     | 7     | 10    | 7     | 8     | DNP   | 9     | 4     | 12    | 5      | 3      | 7      | 9      | 5      | 6      | 6      | DNP    | 7      | DNP    | 158    |
| 8    | Bermeo-Mundaka Avia | Mundakarra        | 5     | 4     | 8     | 9     | 6     | 12    | DNP   | 8     | DNP   | 7      | 9      | 11     | 7      | 6      | 8      | DNP    | 8      | 10     | 4      | 150    |
| 9    | Getxo               | Goizeko Izarra    | 6     | 8     | 5     | 8     | 7     | 9     | 6     | 6     | 9     | DNP    | 11     | DNP    | 5      | 10     | 7      | 9      | 10     | 8      | DNP    | 148    |
| 10   | Motrico             | Mutriku           | 11    | 13    | 9     | 10    | 10    | 1     | 11    | 7     | 6     | 6      | 10     | 13     | 8      | 11     | DNP    | 4      | DNP    | 6      | DNP    | 136    |
| 11   | Lutxana             | Erandiotarra      | 4     | 10    | 7     | DNP   | 9     | DNP   | 8     | 9     | 10    | 10     | 6      | 10     | 6      | 8      | 10     | DNP    | 11     | 9      | 9      | 136    |
| 12   | Sanpedrotarra       | Libia             | 7     | 9     | 6     | 12    | DNP   | 5     | 10    | 5     | 7     | 11     | 4      | 8      | 10     | 13     | DNP    | 12     | DNP    | 13     | 10     | 130    |
| 13   | Portu-Deusto        | Tomatera          | 13    | 11    | 11    | 6     | 11    | 2     | 12    | 12    | 11    | DNP    | 8      | 12     | DNP    | 9      | DNP    | 8      | 7      | 12     | 5      | 122    |
| 14   | Kaiku Producha      | Bizkaitarra       | 10    | DNP   | 13    | 11    | DNP   | 7     | DNP   | 10    | 8     | DNP    | 7      | 9      | 11     | 7      | 12     | 7      | 9      | 11     | 11     | 112    |
| 15   | Laredo              | La Pejinuca       | 14    | 15    | 12    | 14    | 13    | DNP   | 13    | 11    | 13    | 14     | 13     | DNP    | 12     | 12     | 11     | 11     | 14     | DNP    | 12     | 68     |
| 16   | Castreña            | La Marinera       | DNP   | 14    | DSQ   | 13    | 12    | 13    | 14    | 15    | DNP   | 12     | 12     | 14     | 13     | 14     | 13     | 14     | 12     | DNP    | 15     | 55     |
| 17   | Iberia              | Hojalatera        | 15    | DNP   | 14    | DNP   | 14    | 14    | DNP   | 14    | 14    | 15     | 14     | 15     | 14     | 16     | 15     | 13     | 15     | 14     | 14     | 42     |
| 18   | Colindres           | San Ginés         | 16    | DNP   | 15    | 15    | DNP   | 15    | 15    | 13    | 15    | 13     | 15     | DNP    | 15     | 15     | 14     | 15     | 13     | 15     | 13     | 40     |

| Color     | Resultado                        |
| --------- | -------------------------------- |
| Oro       | Ganador                          |
| Plata     | Segundo                          |
| Bronce    | Tercero                          |
| Verde     | Puntuó                           |
| Sin color | DNP - Inscrito pero no participó |
| Negro     | DSQ - Descalificado              |

### Play-off de ascenso a Liga ACT
Los puntos se reparten entre los cinco participantes en cada regata.
| Posición | 1.º | 2.º | 3.º | 4.º | 5.º |
| Puntos   | 5   | 4   | 3   | 2   | 1   |

| Pos. | Club                | Trainera              | 1 BER | 2 POR | Puntos |
| ---- | ------------------- | --------------------- | ----- | ----- | ------ |
| 1    | Santurtzi-Iberdrola | Sotera                | 1     | 1     | 10     |
| 2    | Donostiarra         | Torrekua              | 2     | 2     | 8      |
| 3    | Samertolameu        | Meira Mar             | 3     | 3     | 6      |
| 4    | Ares                | Santa Olalla de Lubre | 4     | 4     | 4      |
| 5    | Puebla              | Carmela               | 5     | 5     | 2      |

| Color  | Resultado |
| ------ | --------- |
| Oro    | Ganador   |
| Plata  | Segundo   |
| Bronce | Tercero   |
| Verde  | Puntuó    |

### Play-off entre grupos
El equipo Lapurdi asciende al Grupo 1 directamente al quedar primero del Grupo 2.
El equipo Hondarribia desciende al Grupo 2 directamente al quedar último del Grupo 1.
Los puntos se reparten entre los tres participantes en cada regata.
| Posición | 1.º | 2.º | 3.º | 4.º |
| Puntos   | 4   | 3   | 2   | 1   |

| Pos. | Club                    | Trainera   | 1 RÍA | 2 MAR | Puntos |
| ---- | ----------------------- | ---------- | ----- | ----- | ------ |
| 1    | San Juan-Sumelec        | San Juan   | 2     | 1     | 7      |
| 2    | Portugalete-Mendeurrena | Jarrillera | 1     | 4     | 5      |
| 3    | Hibaika-Bit&Mina        | Madalen    | 4     | 2     | 4      |
| 4    | Orio-Babyauto           | Txiki      | 3     | 3     | 4      |

| Color  | Resultado |
| ------ | --------- |
| Oro    | Ganador   |
| Plata  | Segundo   |
| Bronce | Tercero   |
| Verde  | Puntuó    |

Tras la suma de las dos jornadas, Hibaika-Bit&Mina logra la tercea plaza.
El equipo Hibaika-Bit&Mina ascendió al Grupo 1 debido a los ascensos de Santurtzi-Iberdrola y Donostiarra a la Liga ACT.